# Tyršův most (Jaroměř)
Tyršův most je obloukový železobetonový silniční most přes Labe v Jaroměři. Je zapsán do seznamu kulturních památek České republiky.

## Historie

### Bývalé mosty
Na místě současného mostu byl říční brod. Později zde byl postaven dřevěný krytý most. 22. srpna 1831 byl položen základní kámen nového, řetězového mostu.  Řetězový most však později přestal technicky vyhovovat rozvíjejícímu se městu a byl vypracován projekt nového, železného mostu. Stavba mostu začala 15. května 1884 zřízením provizorního mostu (ten byl dokončen 24. června 1884). Následně byl rozebrán starý most. 15. listopadu téhož roku byla stavba dokončena. Železnou konstrukci dodala Sobotínská huť na Moravě a pozemní i vodní části stavby provedl Oktavian Pohl, stavitel z Vysokého Mýta podle návrhu Antonína Rytíře. Stavbu hradil stát. Most byl dlouhý 46,64 metrů a byl tvořen příhradovými ocelovými horními oblouky s dolní mostovkou. Přezdívalo se mu Erární most.

### Tyršův most

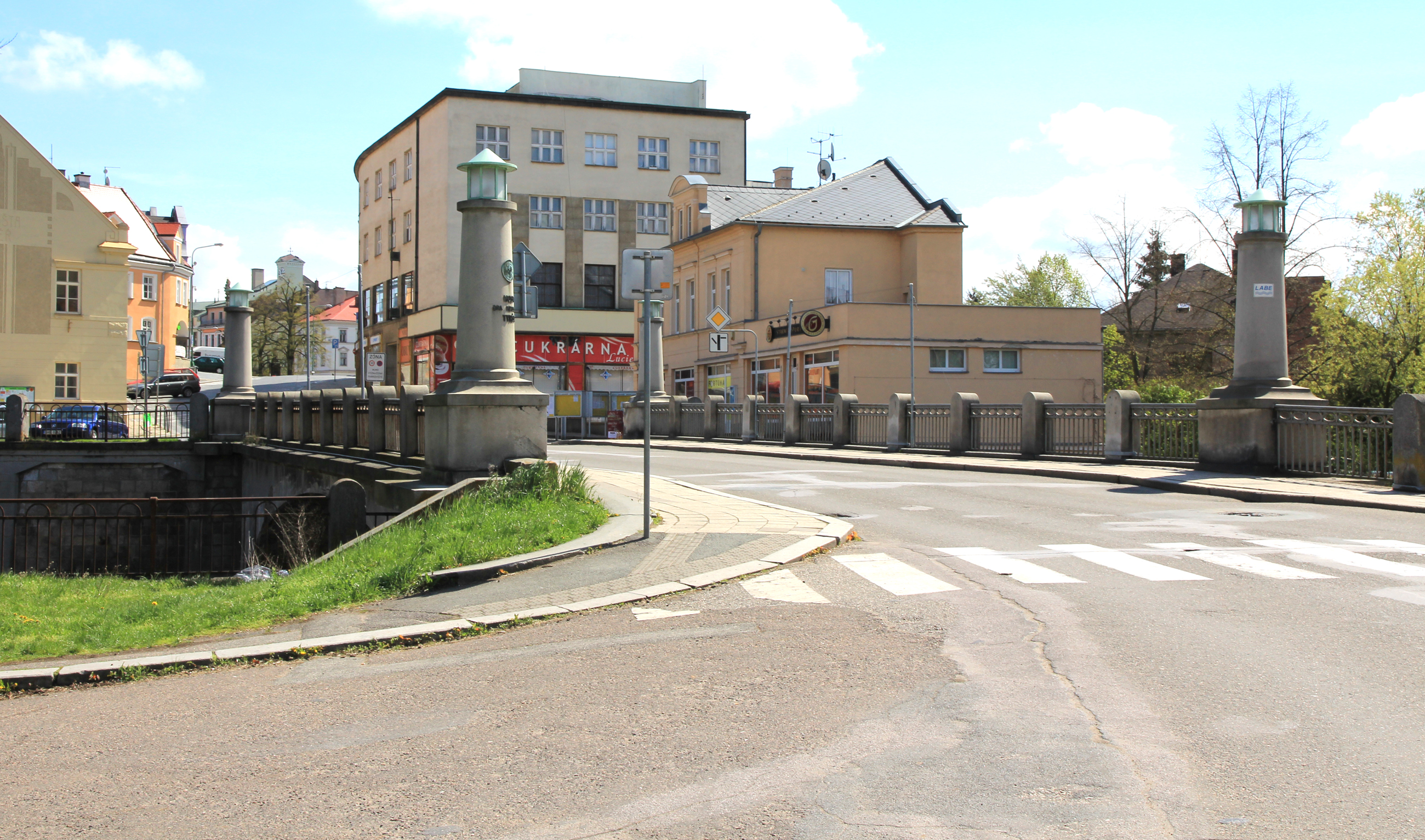
Pohled z jihozápadní strany

Intenzita dopravy v Jaroměři však i nadále rostla. Byl vypracován projekt nového, železobetonového mostu, přičemž měla být upravena i řeka před mostem. Stát se tentokrát na zaplacení mostu podílel s městem Jaroměř, které přispělo 100 tisíc Korun československých. Celková cena byla 1 100 000 Kčs. Stavba začala roku 1931 firmou inženýra Hanauera. Most byl dokončen o rok později a slavnostně předán do užívání symbolicky v den výročí vzniku samostatné Československé republiky 28. října 1932.

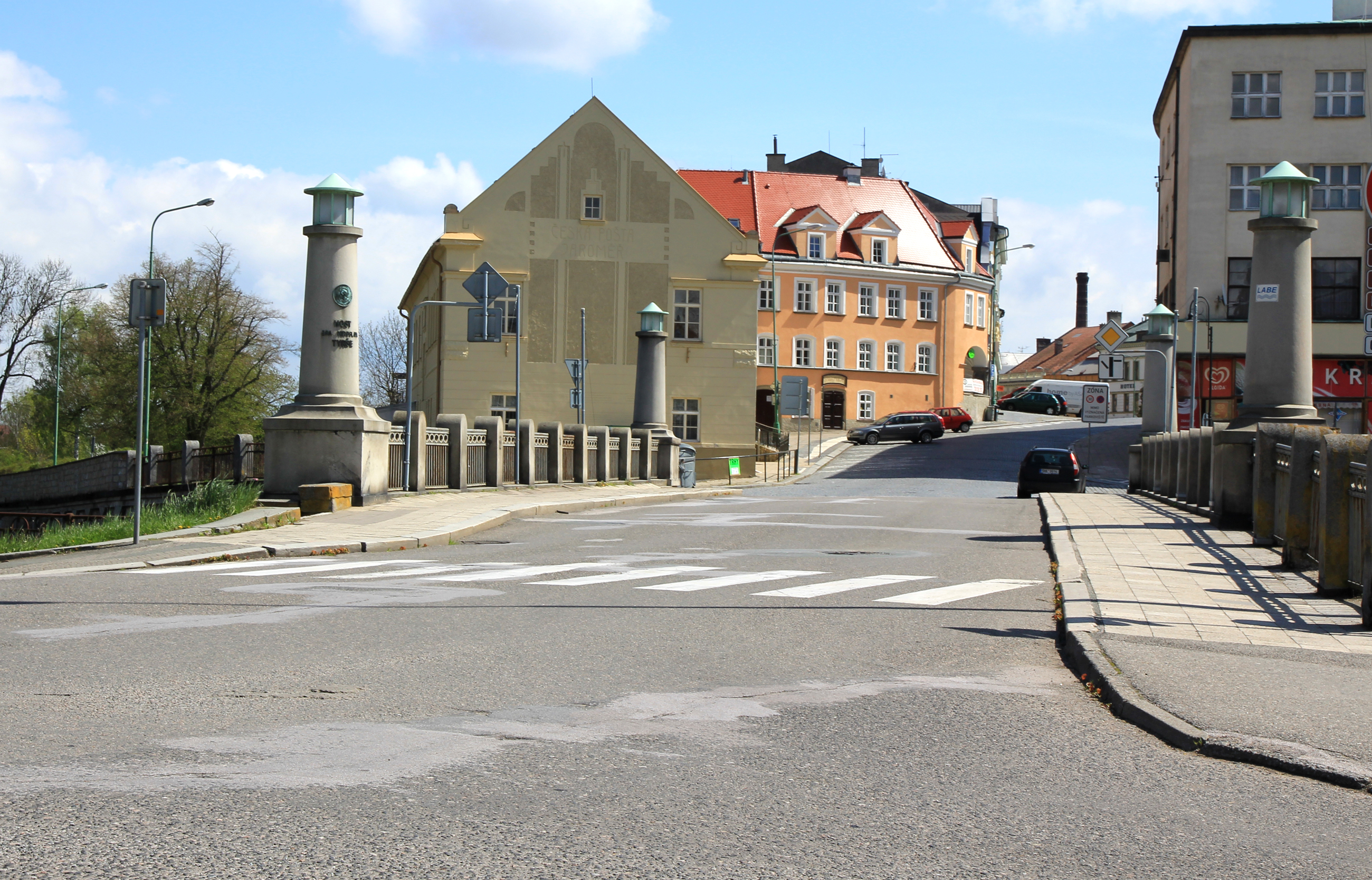
Pohled z jihovýchodní strany

Roku 1965 byl kamenný sloup (kolumna) z mostu přemístěn na sokolský stadion, odkud jej město přemístilo zpět až roku 2004. Roku 1984 byl most prohlášen za kulturní památku.
V roce 2018 byl most zrekonstruován. Byla provedena celková sanace, zásyp a zřízena nová izolace. Rozpočet na rekonstrukci byl 19 milionů Kč. Město Jaroměř za obnovu mostu získalo ocenění Národního památkového ústavu.

## Popis
Železobetonový obloukový most se nachází v severozápadní části města. Monolitický segmentový oblouk na pobřežních pilířích je z betonových kvádrů a je zhruba 30 metrů dlouhý a 10 metrů široký. Na pobřežích se nachází čtyři kolumny, na jihozápadní z nich se nachází bronzová plaketa Miroslava Tyrše s letopočtem 1832 - 1932 a nápisem Miroslav Tyrš. Pod ní nalezneme nápis z bronzových písmen Most / Dr. Miroslava / Tyrše.
Silnice na mostě je vydlážděna žulovými kostkami, chodníky pak dvoubarevnou žulovou mozaikou.
Konstrukcí mostu vede většina důležitých inženýrských sítí přes řeku, včetně vodovodního potrubí, elektrického vedení, sdělovacího vedení nebo plynovodů.